# De jonge astronoom
De jonge astronoom is een schilderij van de Hollandse kunstschilder Olivier van Deuren, olieverf op paneel, 15,3 x 12,7 centimeter groot, gemaakt rond 1685. Het behoort sinds 1910 tot de collectie van de National Gallery te Londen.

## Context
Van Deuren was een leerling van Frans van Mieris en Caspar Netscher en werkte in de stijl van de fijnschilders. Hij maakte genrewerken, religieuze voorstellingen, figuurstudies en portretten, veelal in klein formaat. Slechts een beperkt aantal werken van zijn hand is bewaard gebleven.
De jonge astronoom geldt als Van Deurens bekendste werk en past in de traditie van kunstwerken waarin de wetenschappelijke vooruitgang werd verheerlijkt. Parallellen kunnen worden getrokken met Johannes Vermeers De astronoom (1668) en De geograaf (1669), welke werken Van Deuren mogelijk gekend kan hebben omdat ze zich rond 1685 in Rotterdam bevonden, als eigendom van koopman Adriaen Paets, mecenas van Vermeer. Ook kan verwezen worden naar Gerard Dou's Astronoom bij kaarslicht (1665), wiens werk Van Deuren via Van Mieris gekend kan hebben. Vaak werden dit soort portretten ook in opdracht gemaakt.

## Afbeelding
De jonge astronoom toont een jonge wetenschapper die een globe vasthoudt, waarop de continenten staan weergegeven in de vorm van dieren uit de zodiak. Links zien we Ursa Major, bovenaan Draco en onderaan Leo. De houder van de globe staat rechts, op de voorgrond is een kwadrant te zien. Het geschrift op tafel lijkt iets van een atlas te zijn. De afbeelding wordt als het ware omlijst door een gordijn hetgeen het dieptegevoel versterkt, een techniek die Van Mieris ook regelmatig toepaste.
De jongeling bestudeert met een intensieve blik wat op de globe is te zien en symboliseert daarmee de nieuwsgierigheid naar kennis en nieuwe ontdekkingen. Het portret weerspiegelt de jeugdige intellectuele levensaanvaarding van de kunstenaar, op het moment van schilderen nog geen twintig jaar oud. Net als de genoemde schilderijen van Dou en Vermeer, kan het werk gezien worden als een vroege aankondiging worden van de aanstaande eeuw der Verlichting.
Het kleine portret werd in 1910 door de National Gallery aangeschaft als een werk van Van Mieris, maar na een vergelijkende studie met een door Van Deuren anno 1685 gesigneerde schets, De student getiteld, waarop hetzelfde model en dezelfde attributen te zien zijn, werd het aan de laatste toegewezen.

## Galerij

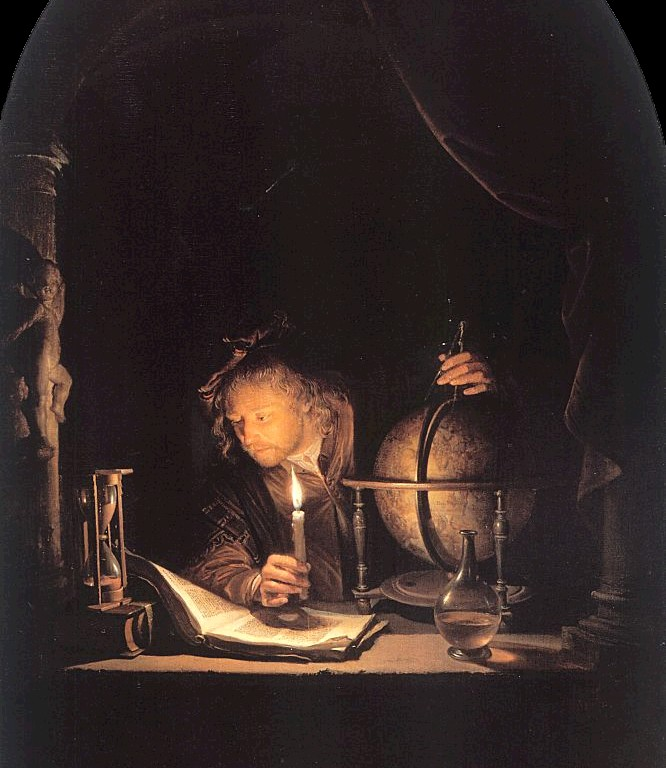
Gerrit Dou's Astronoom bij kaarslicht, 1665
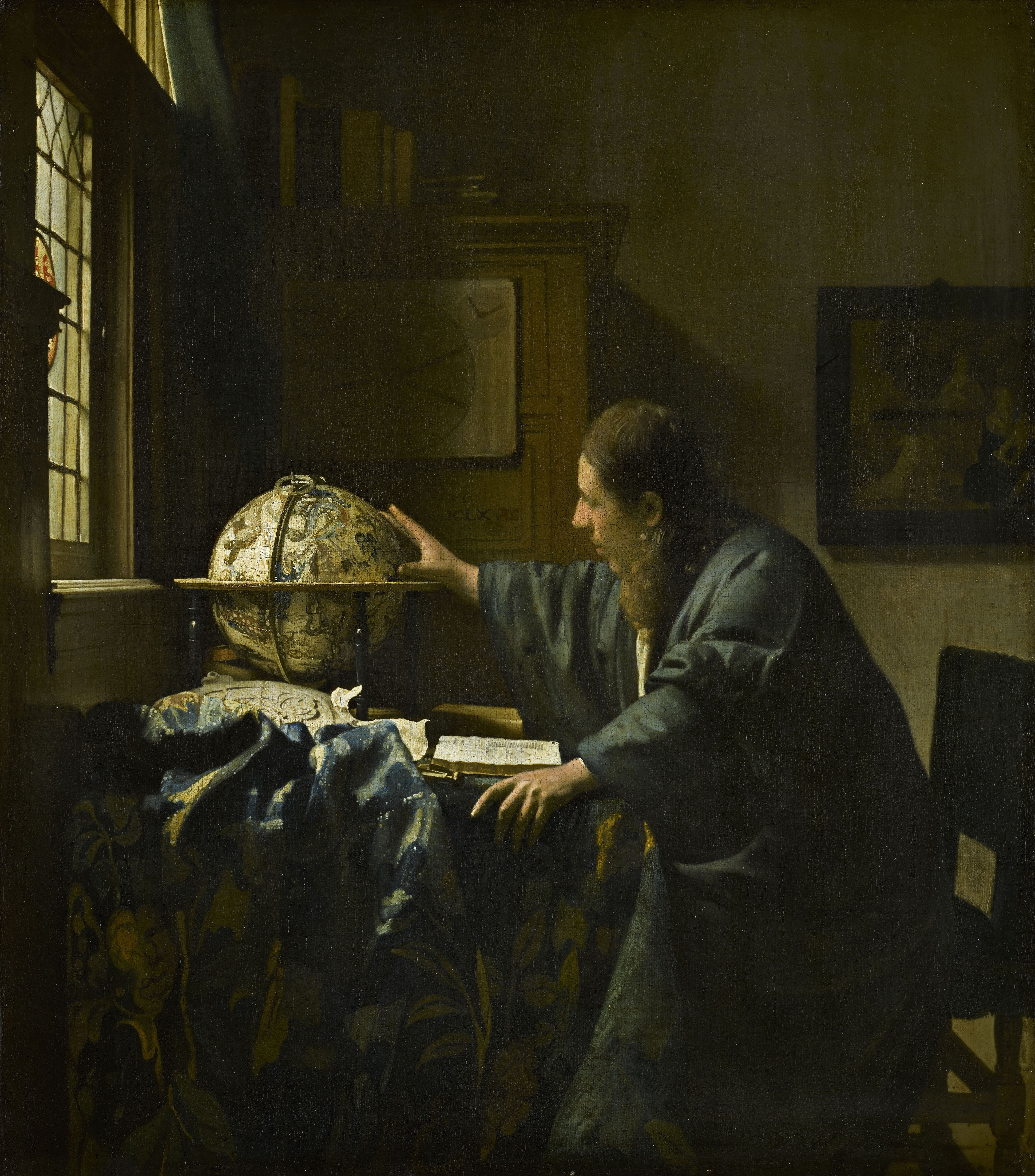
Vermeers De astronoom, 1668.
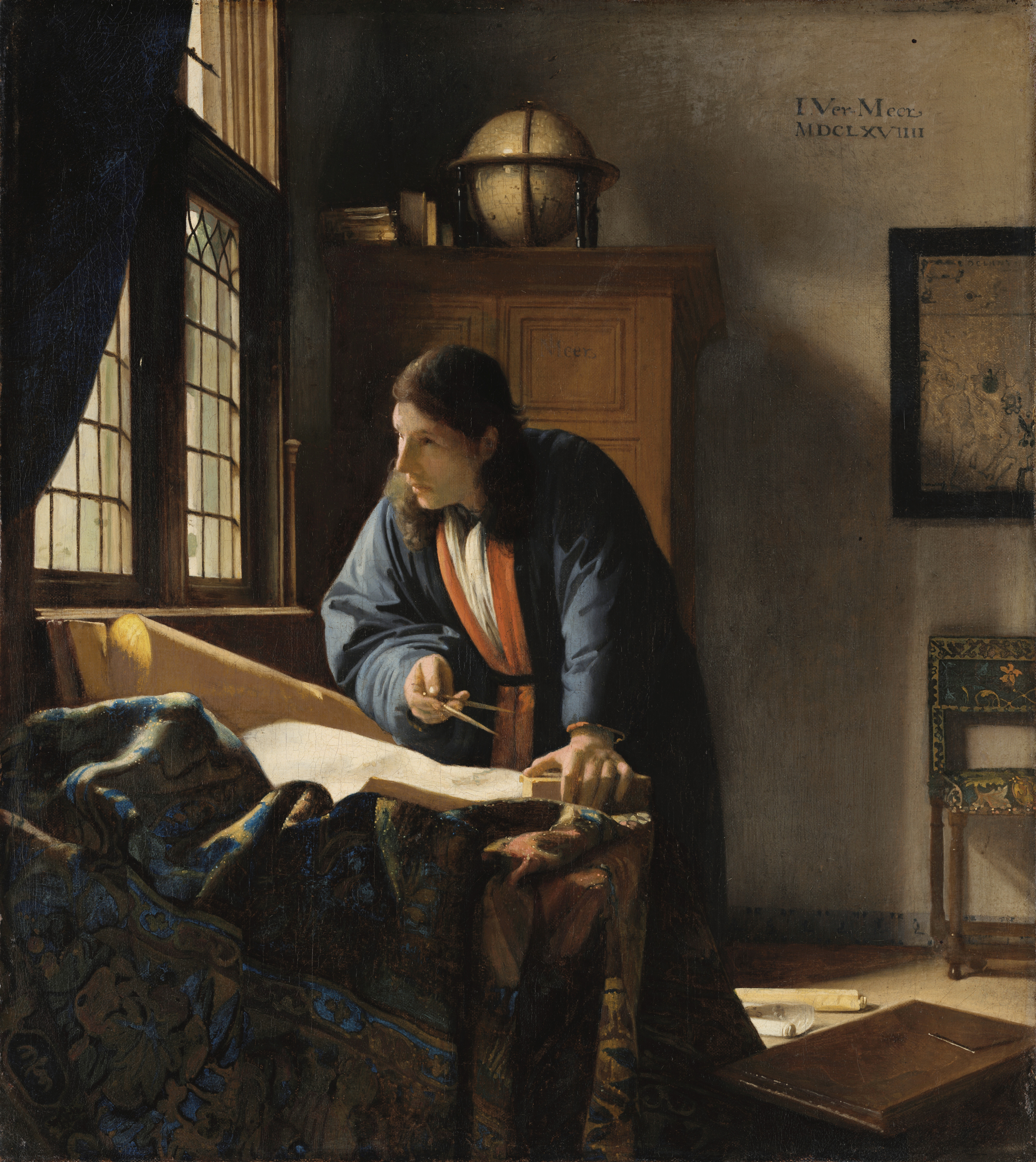
Vermeers De geograaf, 1669.
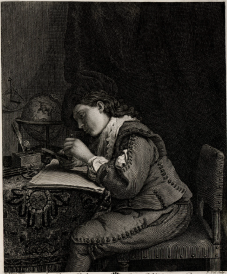
Pierre Viel: De student, naar Van Deurens gelijknamige schilderij.

## Noot
1. ↑  Cf. Johannes Vermeer, Mauritshuis, Den Haag, 1995, blz. 174. ISBN 90-400-9793-3